# Odra Opole
OKS Odra Opole (offiziell Opolski Klub Sportowy Odra Opole) ist ein polnischer Fußball- und Sportverein aus der oberschlesischen Stadt Opole. Die traditionellen Vereinsfarben sind Blau und Rot.

## Geschichte
Der Klub wurde im Jahr 1945 unter dem Namen OKS Odra Opole gegründet. Odra spielte 1953, 1956–1958, 1960–1966, 1967–1970, 1971–1974 und 1976–1981 erstklassig. Die beste Platzierung in der höchsten polnischen Spielklasse erzielte man im Jahr 1964 mit einem 3. Tabellenplatz. Der größte Erfolg besteht im Gewinn des Ligapokals im Jahr 1977 durch einen 3:1-Sieg im Endspiel gegen Widzew Łódź. Da Polen das Recht erhalten hatte, eine dritte Mannschaft für den UEFA-Pokal 1977/78 anzumelden, wurde dieser Platz an Odra Opole vergeben. Das von Antoni Piechniczek trainierte Team schied jedoch bereits in der ersten Runde gegen den 1. FC Magdeburg aus.
Der Grund der Umbenennung aus OKS Odra Opole in OKS Oderka Opole war ein Konflikt zwischen Vorstand und Sponsoren. Am 14. Juni 2011 wurde beschlossen zum alten Namen Odra Opole zurückzukehren. Heute spielt der ehemalige Erstligist, der Platz 20 in der Ewigen Tabelle der Ekstraklasa belegt, nach zwei Aufstiegen in Folge in der zweitklassigen 1. Liga.

## Vereinserfolge
- 3. Platz in der Ekstraklasa: 1964
- Pokalhalbfinalist: 1955, 1981, 2001
- Ligapokalsieger: 1977

## Stadion
Odra Opole trägt seine Heimspiele im Stadion Miejski (Städtisches Stadion) aus, das momentan 3.300 Sitzplätze bietet. Zusätzlich gibt es 500 Stehplätze für die Gäste. Es wird geplant ein neues Stadion zu bauen, dass ein Fassungsvermögen von 11.600 Plätzen haben soll. Der Baubeginn soll Mitte 2021 erfolgen. Das Fertigstellung ist für das Jahr 2024 geplant.

## Namensänderungen
- 1945 – OKS Odra Opole
- 1949 – Budowlani Opole (Fusion mit Lwowianka)
- 1958 – OKS Odra Opole
- 1998 – OKS Odra Opole / OKS Odra / Varta Opole (Fusion mit Varta-Start Namysłów)
- 1999 – OKS Odra Opole
- 2002 – OKS Odra Opole / OKS Odra / Unia Opole (Fusion mit KS Unia Opole)
- 2003 – OKS Odra Opole
- 2009 – OKS Oderka Opole
- 2011 – OKS Odra Opole

## Bekannte ehemalige Spieler
- Pape Samba Ba (fünffacher senegalesischer Nationalspieler)
- Bernard Blaut
- Zygfryd Blaut
- Henryk Brejza
- Hugo Enyinnaya
- Zbigniew Gut
- Engelbert Jarek
- Bronisław Kabat
- Josef Klose
- Konrad Kornek
- Zbigniew Kwasniewski
- Adam Ledwoń
- Bohdan Masztaler
- Józef Młynarczyk
- Andrzej Niedzielan
- Henryk Szczepanski
- Roman Wójcicki
- Marek Tracz